# Alvin York
Alvin Cullum York (vagy York őrmester, Sergeant York) (Fentress megye, Tennessee, 1887. december 13. – Nashville, Tennessee, 1964. szeptember 2.) az egyik legtöbbször kitüntetett katona volt az I. világháborúban. A franciaországi Meuse-Argonne offenzívában nyújtott tettének elismeréseként – amikor is egy géppuskafészekbe való behatolása során megszerzett legalább egy géppuskát, megölt legalább 25 és lefegyverzett 132 ellenséges katonát – a Becsület érdeméremmel tüntették ki.
York vidéken született Tennessee államban. Szülei gazdálkodtak, édesapja kovács volt. Tíz testvérével minimális iskolai képzésben részesültek, mivel segítettek gondoskodni a családról. Apja halála után ő gondoskodott fiatalabb testvéreiről, ekkor favágóként és építőmunkásként dolgozott. Annak ellenére, hogy rendszeresen járt templomba, gyakran volt részeg, és keveredett verekedésbe.
1917-ben besorozták az Egyesült Államok katonái közé. Állítása szerint vallási nézetei miatt nem alkalmazhat erőszakot, de meggyőzték, hogy ezen nézete nem áll szemben katonai szolgálatával. A 82. osztaghoz került, mint gyalogos közlegény.
1918-ban Franciaországba vezényelték újonnan kinevezett tizedesként. A csapatok közül egy 17 fős egység volt Yorknak, melynek célja a német vonalak mögé hatolva semlegesíteni a géppuskafészket. A fogságba ejtett németek kézi fegyverrel megöltek hat amerikai katonát, és hármat megsebesítettek. York volt közülük a legmagasabb rangú, aki még képes volt harcolni, így átvette a vezetést. Mialatt az embere őrizte a foglyokat, támadást indított a géppuskaállás ellen, amikor is fegyverével több német katonát lelőtt, mielőtt elfogyott a lőszere. Hat német katona támadt rá bajonettel, ekkor ő pisztolyt rántott, és lelőtte őket. A géppuskaállás parancsnoka kilőtte tárát Yorkra, de nem találta el. Ezután a parancsnok megadta magát Yorknak. Ezek után York visszatért egységéhez több mint 130 fogollyal. Ezután rögtön előléptették őrmesterré, és kitüntették a Distinguished Service Cross kitüntetéssel. Egy későbbi vizsgálat eredményeképpen emelték a kitüntetését magasabb szintre, amikor is a Becsület érdemérmet kapta meg. York a szövetségesek körében nemzeti hős lett.

## Fordítás
- Ez a szócikk részben vagy egészben  az   Alvin York című angol Wikipédia-szócikk ezen változatának fordításán alapul.  Az eredeti cikk szerkesztőit annak laptörténete sorolja fel. Ez a jelzés csupán a megfogalmazás eredetét és a szerzői jogokat jelzi, nem szolgál a cikkben szereplő információk forrásmegjelöléseként.